# Xã Boone, Quận Cass, Indiana
Xã Boone (tiếng Anh: Boone Township) là một xã thuộc quận Cass, tiểu bang Indiana, Hoa Kỳ. Năm 2010, dân số của xã này là 1.484 người.